# San Pedro (Laguna)
San Pedro è una municipalità di prima classe delle Filippine, situata nella Provincia di Laguna, nella Regione del Calabarzon.
San Pedro si trova nella regione IV-A o Calabarzon. San Pedro è il confine tra Laguna e Metro Manila, quindi San Pedro è conosciuta come "Laguna's Gateway to Metro Manila". San Pedro condivide i confini con la città più meridionale della metropolitana di Manila, Muntinlupa (nord) delimitata dal fiume Tunasan, Biñan (sud), Dasmariñas (ovest), Carmona e il generale Mariano Alvarez (sud-ovest) legata al fiume San Isidro. La sua posizione rende San Pedro una popolare comunità residenziale suburbana, dove molti residenti si recano quotidianamente a Metro Manila per lavoro.

## Barangay
San Pedro è politicamente suddiviso in 27 barangay. Originariamente erano 20, ma l'11 luglio 2015 un plebiscito ha ne ha istituiti sette nuovi. Barangay San Antonio è il più grande barangay, che ha un totale di 780 ettari, mentre Barangay San Vicente è il più popoloso con una popolazione totale di 92.092 abitanti.

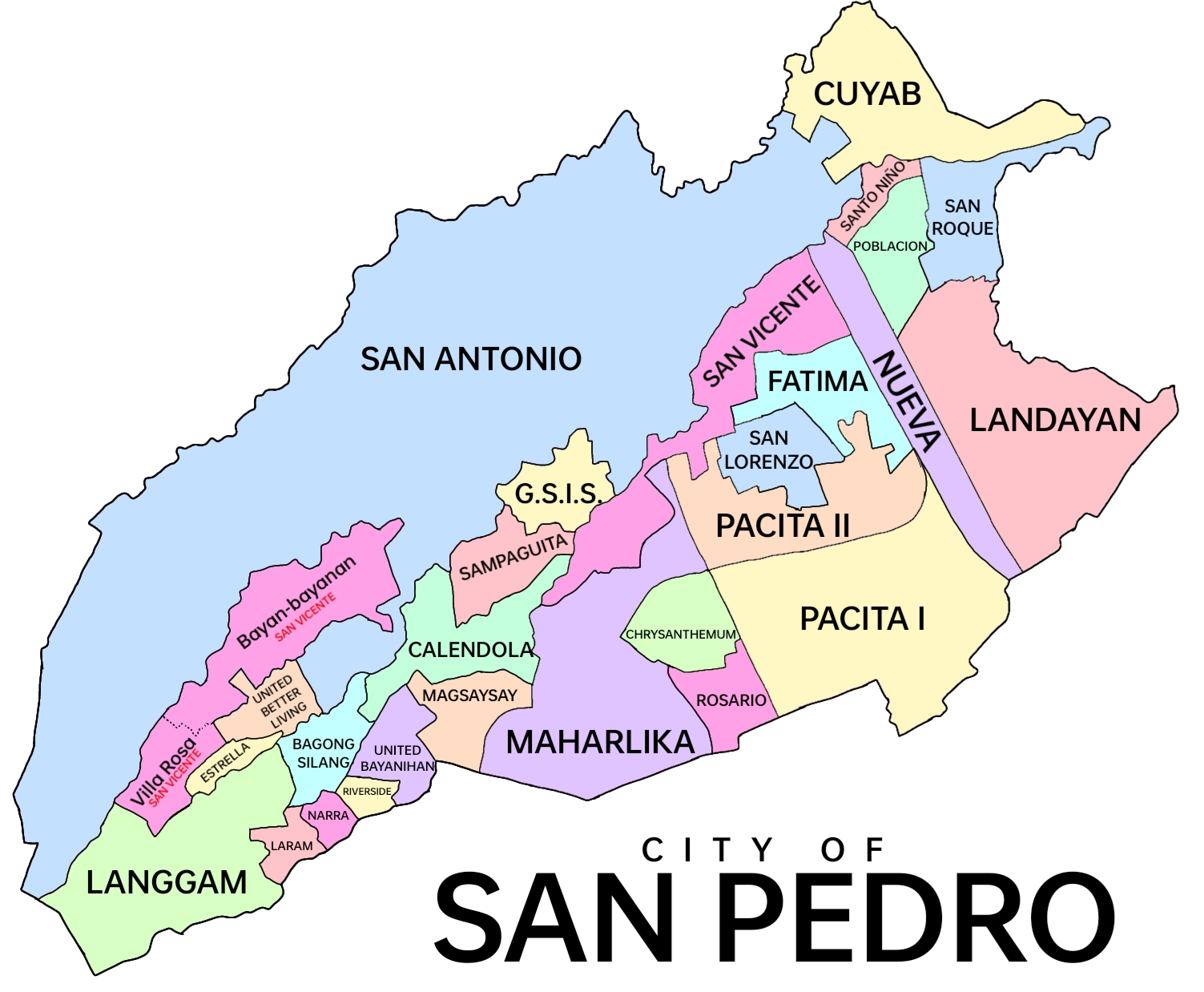
Mappa dei barangay

- Bagong Silang
- Calendola
- Chrysanthemum[3]
- Cuyab
- Estrella
- Fatima[3]
- G.S.I.S.
- Landayan
- Langgam
- Laram
- Maharlika[3]
- Magsaysay
- Narra
- Nueva
- Pacita 1[3]
- Pacita 2[3]
- Poblacion
- Riverside
- Rosario[3]
- Sampaguita Village
- San Antonio
- San Roque
- San Vicente
- San Lorenzo Ruiz[3]
- Santo Niño
- United Bayanihan
- United Better Living